# Celso Cunha
Celso Ferreira da Cunha (Teófilo Otoni, 10 de maio de 1917 — Rio de Janeiro, 14 de abril de 1989) foi um professor, gramático, filólogo e ensaísta brasileiro. Era filho de Tristão Ferreira da Cunha e irmão do ex-deputado Aécio Cunha. Atuou como revisor do texto da Constituição Federal de 1988.

## Obras
- Língua, nação e alienação
- Gramática da Língua Portuguesa (1972)
- Nova Gramática do Português Contemporâneo (em colaboração com Luís Filipe Lindley Cintra)
- Língua portuguesa e realidade brasileira
- A questão da norma culta brasileira etc.
- Língua e verso (1963)

## Academia Brasileira de Letras
Foi eleito para a Academia Brasileira de Letras em 13 de agosto de 1987, para a cadeira 35, na sucessão de José Honório Rodrigues, sendo recebido em 4 de dezembro de 1987 pelo acadêmico Abgar Renault.